# Jurema Ferraz
Jurema Ferraz (Namibe, 14 febbraio 1985) è una modella angolana, incoronata Miss Angola 2010 il 10 dicembre 2009 a Luanda, ottenendo quindi il diritto di rappresentare l'Angola a Miss Universo 2010.
In qualità di rappresentante ufficiale della propria nazione all'edizione del 2010 di Miss Universo trasmesso dal vivo da Las Vegas il 23 agosto. Tuttavia Jurema Ferraz non è riuscita a classificarsi nella rosa delle quindici finaliste del concorso, fra le quali in seguito è stata scelta la vincitrice, Ximena Navarrete del Messico.